# Тепеница
Тепени́ца (укр. Тепениця) — село на Украине, находится в Олевском районе Житомирской области.
Код КОАТУУ — 1824487201. Население по переписи 2001 года составляет 1012 человек. Почтовый индекс — 11030. Телефонный код — 4135. Занимает площадь 2,28 км².

## Адрес местного совета
11030, Житомирская область, Олевский р-н, с.Тепеница, ул.Левчука, 48